# Kaj Buch Jensen
Kaj Buch Jensen (født 1. juni 1946) er en dansk politiker, der i perioden 31. januar 2008 – 31. december 2009 har været borgmester i Kalundborg Kommune, valgt for Socialdemokraterne.
Jensen er uddannet cand.mag. i samfundsfag, historie og erhvervsøkonomi og har arbejdet som lektor ved Kalundborg Gymnasium og HF. Han blev medlem af Kalundborg Byråd i 1993. Han blev borgmester i februar 2008, da Tommy Dinesen (SF) trak sig af helbredsmæssige årsager.